# 교통제한구역

교통제한구역 표지판

교통제한구역(이탈리아어: Zona a traffico limitato, ZTL)은 이탈리아에서 법적으로 정해놓은 교통이 제한된 구역이다. 구시가지의 지속적인 보행자의 안전을 위함, 중심지에서의 오염도를 낮추기 위함 등을 이유로 설정되고 있다.

## 같이 보기
- 혼잡통행료
- 보행자 공간